# Talang Sebaris
Talang Sebaris is een bestuurslaag in het regentschap Seluma van de provincie Bengkulu, Indonesië. Talang Sebaris telt 628 inwoners (volkstelling 2010).